# Markéta Lotrinská
Markéta Lotrinská (22. července 1615, Nancy – 13. dubna 1672, Lucemburský palác) byla vévodkyně Orleánská a manželka Gastona Orleánského z rodu Bourbonů. Tento pár se vzal tajně i přes nevoli Gastonova bratra, tehdejšího krále Ludvíka XIII. Ludvík jejich sňatek schválil až na svém smrtelném loži. Po jeho smrti spolu měli Markéta a Gaston pět dětí, Markéta současně byla i nevlastní matkou Anny Marie Louisy Orleánské.

## Život

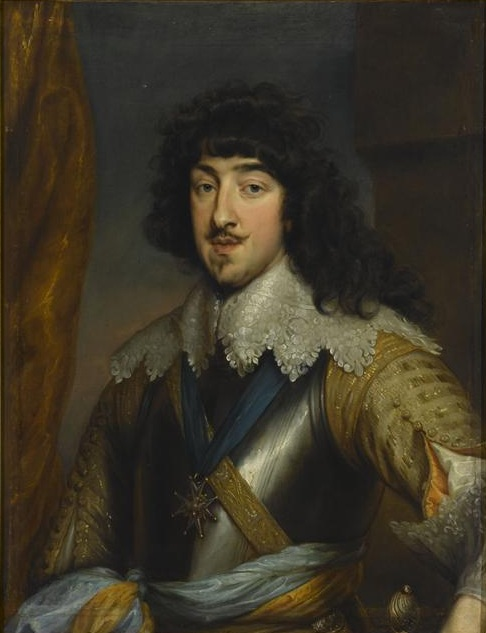
Markétin manžel Gaston

### Dětství
Markéta se narodila v Nancy v Lotrinsku do rodiny Františka II. Lotrinského a jeho manželky, bohaté hraběnky Kristýny ze Salmu. Markéta byla jednou ze šesti dětí tohoto páru a se všemi svými sourozenci vyrůstala v Nancy, hlavním městě Lotrinského vévodství. Roku 1627 ale Markétina matka Kristýna nečekaně zemřela a Markéta byla poslána ke své tetě Kateřině Lotrinské, abatyši kláštera v Remiremont. Lotrinskému vévodství po otcově smrti vládli Markétini bratři Karel a Mikuláš.

### Manželství
Gaston Orleánský, budoucí manžel Markéty, často hledal útočiště před hněvem kardinála Richelieu a svého staršího bratra Ludvíka. Jedno takové útočiště našel i na dvoře Markétina bratra Karla, kde se s ní setkal a na první pohled se do ní zamiloval. Vztahy mezi Lotrinskem a Francií ale nebyly příliš dobré, kvůli čemuž král Ludvík sňatek Gastona s lotrinskou vévodkyní Markétou zamítl. Gaston se bratrovi vzepřel a znovu utekl do Lotrinska, kde se v noci z 2. na 3. ledna 1632 v tajnosti s milovanou Markétou oženil. Vzhledem k tomu, že manželství bylo spojeno bez požehnání francouzského krále, nemohl se pár ukázat na francouzském dvoře, proto bylo samotné manželství ještě krátkou dobu drženo v tajnosti.
Utajení skončilo již v listopadu téhož roku, kdy tajnou svatbu prozradil při cestě na popraviště vévoda Montmorency. Ludvík chtěl manželství mermomocí anulovat, a to i přes papežův protest. Nakonec dosáhl svého a v září 1635 byl sňatek Markéty a Gastona oficiálně anulován. Markéta a Gaston čekali až do května roku 1643, kdy byl Ludvík na smrtelné posteli, a ten jim v posledních chvílích dal ke sňatku svolení. Svatba se konala téhož roku v červenci, tentokrát před pařížským arcibiskupem a všemi příbuznými.
Novomanželé spolu nadále žili v Lucemburském paláci, tehdy ještě nazývaným Palais d'Orléans. Krátce obývali i zámek v Blois, kde se v roce 1645 narodilo jejich první dítě. Přestože se Markéta oficiálně vdala za bratra francouzského krále, ani jeden z nich nikdy u francouzského dvora nezaujímal významnější místo. To se nezměnilo ani po vřelém přivítání v Paříži. Pravděpodobně to bylo agorafobií, kterou Markéta trpěla. Měla strach z otevřených prostorů a kvůli tomu jen málokdy navštěvovala královský dvůr. Veškeré společenské události za ni zastávala Anna Rakouská nebo její nevlastní dcera Anna Marie Louisa, avšak ona a Markéta spolu vůbec nevycházely.

### Vdovství
Gaston se zapojil do Frondy (šlechtického povstání a následné občanské války); v průběhu tohoto období ovšem neváhal přecházet z jedné strany na druhou. Po odhalení ho Mazarin poslal v roce 1652 do exilu na jeho zámek v Blois. Zde 2. února 1660 zemřel. Několik měsíců po Gastonově smrti Ludvík XIV., jeho synovec, udělil titul vévody orleánského svému mladšímu bratrovi Filipovi. Markéta proto nadále vystupovala jako "vdova-vévodkyně Orleánská" a obývala Lucemburský palác. Zde 13. dubna 1672 i zemřela přirozenou smrtí a byla pohřbena v bazilice Saint-Denis.

## Potomci
- 1. Markéta Luisa (28. 7. 1645 Blois – 17. 9. 1721 Paříž)
⚭ 1661 Cosimo III. Medicejský (14. 8. 1642 Florencie – 31. 10. 1723 tamtéž), velkovévoda toskánský od roku 1670 až do své smrti, pohřben v bazilice San Lorenzo ve Florencii[3]
- 2. Alžběta Markéta (26. 12. 1646 Paříž – 17. 3. 1696 Versailles)[4]
⚭ 1667 Ludvík Josef Lotrinský (7. 8. 1650 Paříž – 30. 7. 1671 tamtéž), vévoda de Guise[5]
- 3. Františka Magdaléna (13. 10. 1648 Saint-Germain-en-Laye – 14. 1. 1664 Turín)[6]
⚭ 1663 Karel Emanuel II. Savojský (20. 6. 1634 Turín – 12. 6. 1675 tamtéž), vévoda savojský od roku 1638 až do své smrti[7]
- 4. Jean Gaston (17. 8. 1650 Paříž – 10. 8. 1652 tamtéž), vévoda z Valois[8]
- 5. Marie Anna Orleánská (9. 11. 1652 Paříž – 17. 8. 1656 Blois)[9]